# Чалчихуїтл
Чальчихуїтль — ацтецька назва жадеїту (мовою науатль), або його відміни — хлоромеланіту; інколи бірюзи.
Чальчихуїтль ацтекський — мінерал онікс білого або зеленого кольору з Мексики. Ацтеки особливо шанували цей камінь і використовували його як матеріал для прикрас вельмож, зокрема, імператорської сім'ї. Вперше згадує цей камінь монах Бернардіно де Саагун (Bernardino de Sahagún) у третьому томі своєї монументальної праці про культуру ацтеків «Загальна історія речей Нової Іспанії» (відомій як Флорентійський кодекс), написаному у 1530 р. Іспанські літописці були вражені яскравим зеленим кольором каменю і величезним значенням, яке надавали йому тубільці. У літописах цей мінерал називають смарагдовим.